# Средний пёстрый дятел
Средний пёстрый дятел, средний дятел или вертлявый дятел (лат. Dendrocoptes medius) — небольшая птица семейства дятловых. Распространён в Европе и Западной Азии, где населяет широколиственные и смешанные леса, часто с доминированием дуба. В Южной Европе, Малой Азии и на Кавказе довольно обычный вид, на остальной части территории редок. В целом ведёт оседлый, вне сезона размножения кочевой образ жизни. В частности, в горах совершает сезонные вертикальные кочёвки.
Похож на более распространённого и известного большого пёстрого дятла, но при детальном рассмотрении эти два вида имеют хорошо заметные отличия друг от друга. Несмотря на достаточно яркую окраску, средний дятел не так выделяется, как его более крупный родственник. Он мало стучит, летом бо́льшую часть времени проводит в кроне деревьев и вообще редко опускается на поверхность земли. Чаще всего это дятла можно увидеть в одиночестве, однако зимой он может сопровождать стайки синиц или других видов дятлов, залетевших на его территорию.
Питается главным образом насекомыми и их личинками — муравьями, гусеницами бабочек, жуками, тлёй, клопами и др. Зимой может употреблять в пищу орехи и семена. Долбит редко, предпочитая склёвывать открыто ползающих насекомых.

## Описание

### Внешний вид
Средней величины дятел. Несколько мельче большого пёстрого дятла, однако общие размеры у этих двух видов отличаются несильно: длина среднего дятла достигает 20—22 см, масса 50—85 г (у большого пёстрого аналогичные показатели составляют соответственно 22—27 см и 60—100 г). Более мелкий внешний вид подчёркивает короткий и тонкий тёмно-серый клюв с немного выпуклым надклювьем, а также округлая форма головы. Оперение верхней части тела преимущественно чёрное, с большим количеством белых пестрин на крыльях и белыми пятнами на лопатках и кроющих крыла. Верхняя часть брюха и бока желтоватые с частыми и отчётливыми тёмными продольными штрихами, нижняя часть брюха и подхвостье размытые розовые. Радужина красно-коричневая, ноги свинцово-серые.
Рисунок головы заметно отличается от такового у других палеарктических видов дятлов. Отсутствуют либо очень слабо выражены характерные для других видов «усы». Единственная чёрная отметина — широкая полоса, протянутая вдоль боковой части шеи от кроющих уха до груди, иногда с небольшим ответвлением на щеке в сторону клюва (сильно редуцированные «усы»). В отличие от других пёстрых дятлов, вокруг глаза чёрные участки оперения отсутствуют. На белом фоне щёк лоб выглядит «испачканным» благодаря буровато-серому оттенку перьев в этой области. У обоих полов на темени развита ярко-красная шапочка (у самок с желтоватым или буроватым оттенком), на затылке переходящая в небольшой хохолок. Молодые птицы окрашены более тускло, «грязное» пятно на лбу занимает большую площадь, на груди развит слабый чешуйчатый рисунок.
Разные авторы выделяют от 3 до 7 подвидов среднего пёстрого дятла. Изменчивость проявляется в варьировании степени развития жёлтых и красных тонов на нижней стороне тела, в степени развития тёмных пестрин на боках, в деталях рисунка хвоста. В разделе «Систематика» приведён список из 4 подвидов по версии британского орнитолога Стенли Крэмпа.
Птица большую часть времени проводит в верхней части деревьев, где ведёт очень подвижный образ жизни, часто перепархивая с одного места на другое.

### Голос
У среднего пёстрого дятла барабанная дробь наименее развита среди всех дятлов западной Палеарктики; по этой причине голосовая вокализация имеет первостепенное значение при демонстративном поведении. Это довольно общительная птица, особенно в сезон размножения. В конце зимы и весной часто можно услышать брачную песню — неторопливую серию гнусавых и хрипловатых мяукающих звуков «кик-кик-киррикикик», несколько напоминающих звуки трения несмазанного деревянного колеса. Позывка — более редкие одиночные крики той же тональности, похожие на трескучее верещание сойки. В сравнении с малым пёстрым дятлом они более слабые и низкие по тональности. Барабанит мало, в дроби отчётливо слышны отдельные удары. Длительность стука сравнима с таковой у большого пёстрого дятла, однако оно более слабое и не такое резкое.

## Распространение

### Ареал

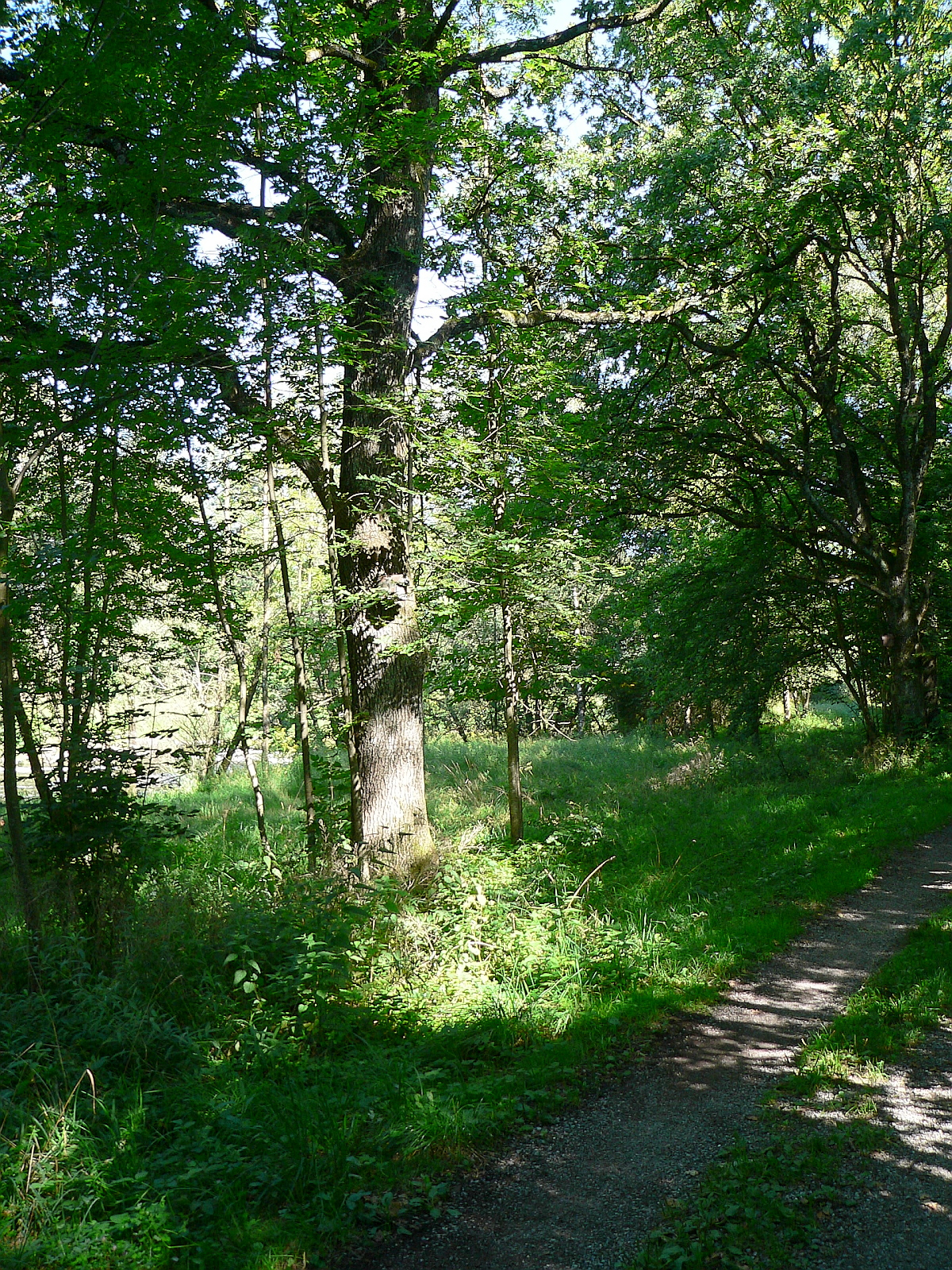
Типичное место обитания среднего пёстрого дятла. Долина реки Шуссен (Schussen, впадает в Боденское озеро) в Германии

Область распространения охватывает умеренные и южные широты Европы, а также небольшую часть Передней Азии. Наиболее западные изолированные поселения этой птицы отмечены на севере Испании в Кантабрийских горах, а также в Пиренеях на границе Испании и Франции. Местами гнездится в материковой Италии и на островах Средиземного моря — Сардинии, Корсике и Сицилии. Более-менее плотно селится к востоку от северных и центральных районов Франции — в Центральной, Южной и Восточной Европе вплоть до Прибалтики и западных областей России. В Северной Европе, включая Скандинавию, средний пёстрый дятел не встречается вовсе, хотя ранее до 1959 года он гнездился в Дании и до 1982 года на шведском острове Готланд.
Напротив, на востоке Европы ареал дятла стал расширяться в восточном направлении, начиная примерно с середины 1980-х годов. На тот момент северо-восточная граница ареала проходила через Латвию, Белоруссию, Калужскую, Тульскую, Курскую, Липецкую, Воронежскую, Харьковскую и Днепропетровскую области. К середине 2000-х годов многочисленные спорадические поселения птицы отмечены также в Эстонии, в Смоленской, Московской, Рязанской, Пензенской, Саратовской, Волгоградской и Ростовской областях.
На юго-востоке ареала дятел населяет склоны Большого Кавказа, Закавказье, Турцию (Понтийские горы, Восточный Тавр, побережье Эгейского моря) и Иран (Загрос, Фарс). В Эгейском море гнездится только на Лесбосе.

### Места обитания

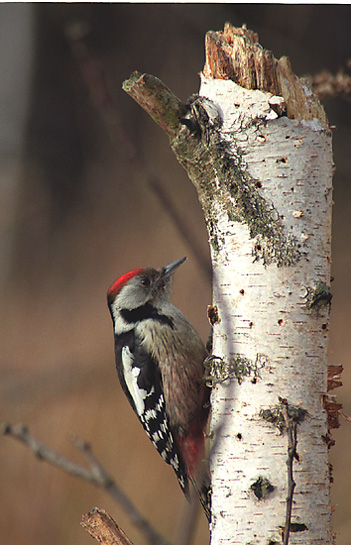
Средние дятлы обычно обитают в местах, где имеются больные и погибшие деревья

Населяет зрелые широколиственные и хвойно-широколиственные леса, расположенные на равнине, в долинах рек и предгорьях. Реже селится в старых заброшенных парках и яблонево-грушевых садах на границе лиственного леса — в частности, это характерно для Германии, Австрии и Швейцарии. В Германии был также отмечен в целом несвойственных для этого вида сосновых борах. Анатомические особенности среднего пёстрого дятла в меньшей степени приспособлены к долблению, и по этой причине его места обитания, как правило, связаны с изобилием больных и погибших деревьев. На большей части Европы они почти всегда связаны с посадками различных пород дуба, часто с примесью граба обыкновенного, вяза, ольхи, ели, бука или ясеня. Наибольшая плотность поселений, около 100 особей на км2, достигается в спелых дубово-грабовых рощах. Птицы избегают характерные для средней Европы чистые, без примеси дуба, грабовые и буковые леса, а также достаточно молодые (до 60 лет) и наоборот древние дубравы. На севере и северо-востоке ареала характер леса заметно меняется — дятел часто гнездится в ольхово-ясеневых заболоченных низинах, как с густым древостоем, так и разреженных. На юго-востоке населяет пойменные леса с зарослями осокоря и ветлы, часто захламлённые и с большим количеством гнилой древесины. В Турции кроме прочего селится в оливковых рощах.
В горы, как правило, высоко не проникает: на большей части Центральной Европы встречается не выше 600—700 м, в Карпатах до 800—1000 м, в Закавказье до 900 над уровнем моря. В нижней части гор отмечен лишь местами в южной части ареала: в Италии гнездится до 1700 м, в Анатолии до 1300 м, на юго-западе Ирана до 2300 м над уровнем моря.

## Питание

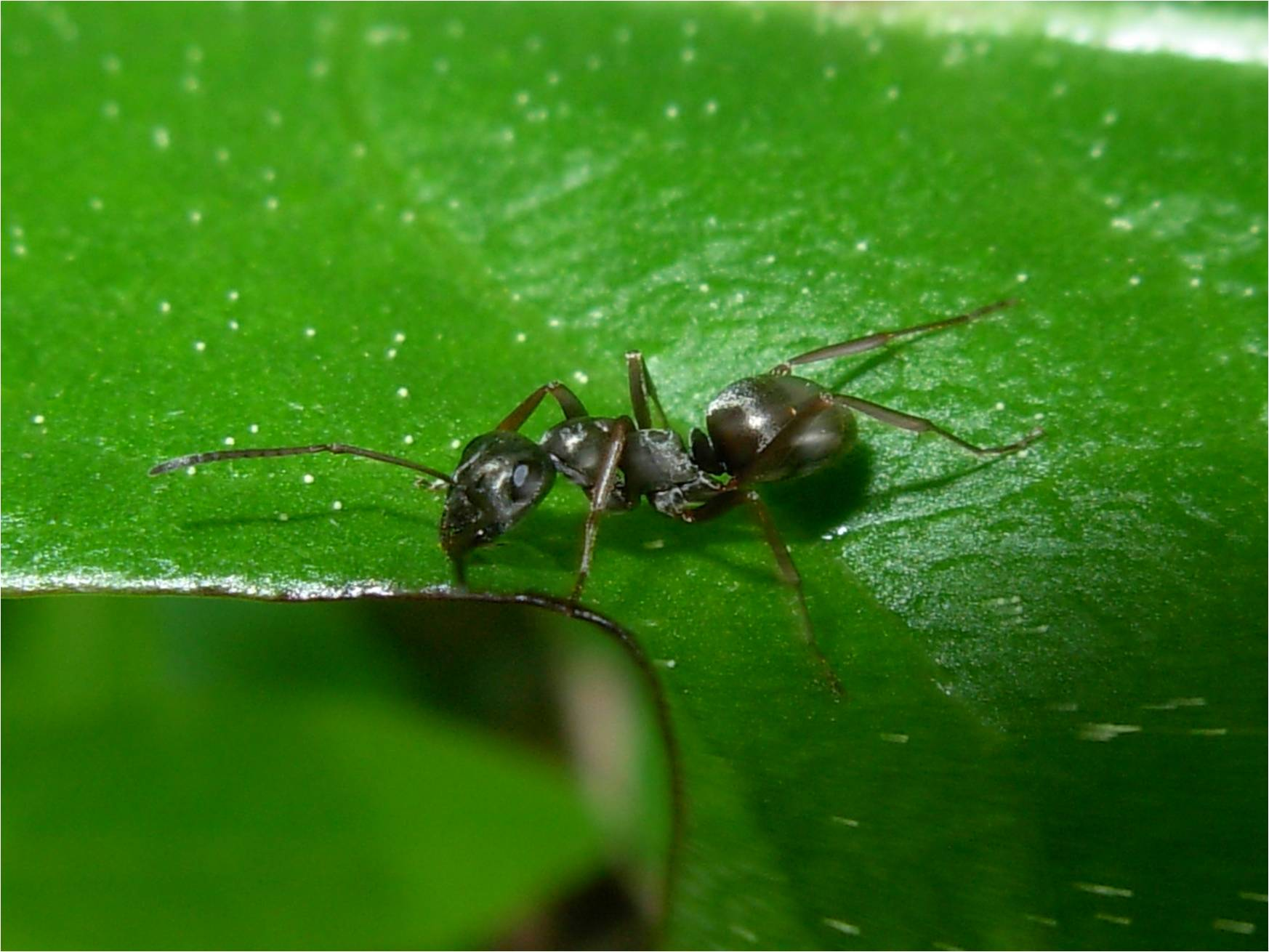
В дубравах Белгородской области летний рацион дятла более чем на 63 % состоит из имаго чёрного садового муравья

Рацион почти полностью состоит из животных кормов. В сезон размножения он мало чем отличается от такового у большого пёстрого дятла, однако в поисках корма дятел неохотно долбит кору и редко употребляет в пищу личинки спрятанных под ней насекомых-ксилофагов. Как правило, птица быстро перемещается с одного места на другое, при этом обследует стволы деревьев, ветки и поверхность листьев в поисках различных древесных беспозвоночных. В отличие от более крупных видов, перемещается даже по тонким веточкам и, подобно синицам, иногда свешивается на их окончаниях. Предпочтение отдаёт сухостою, около трети времени кормится в древесине погибших деревьев. Так же, как некоторые другие пёстрые дятлы, иногда практикует так называемую «кузницу» — расщелину в коре либо самостоятельно сделанное отверстие, куда вставляет орехи и семена перед их долблением. Однако в сравнении с большим пёстрым дятлом у среднего эта функция развита значительно слабее, и «кузница» обычно не используется более 3—4 раз.
В больших количествах поедает гусениц бабочек (в том числе волосатых, которых не трогают другие птицы), имаго жуков (капюшонников, мягкотелок, жужелиц, усачей, листоедов, долгоносиков, щелкунов, мелирид, ложнослоников, стафилинид), куколок и имаго перепончатокрылых (муравьёв, пчёл, рогохвостов, пилильщиков), двукрылых (болотниц, комаров, долгоножек), клопов, тлю и прочих насекомых. Осенью и зимой доля одних групп насекомых падает, а других возрастает (так, по одним данным определённую долю муравьёв замещают клопы). Кроме того, в холодное время года небольшую часть рациона составляют растительные корма — жёлуди, зёрна ячменя и пшеницы, плоды (орехи) лещины крупной, бука и грецкого ореха, изредка семена хвойных пород деревьев.

## Размножение

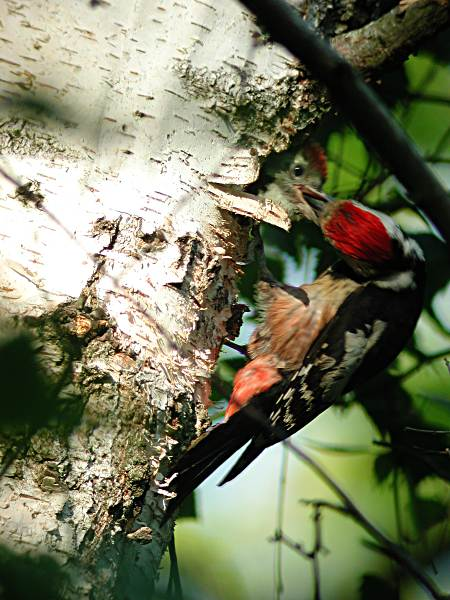
Подросших птенцов самец кормит возле летка. Перед вылетом он выманивает их, держа корм в клюве. Если птенцы не реагируют, добыча достаётся взрослой птице

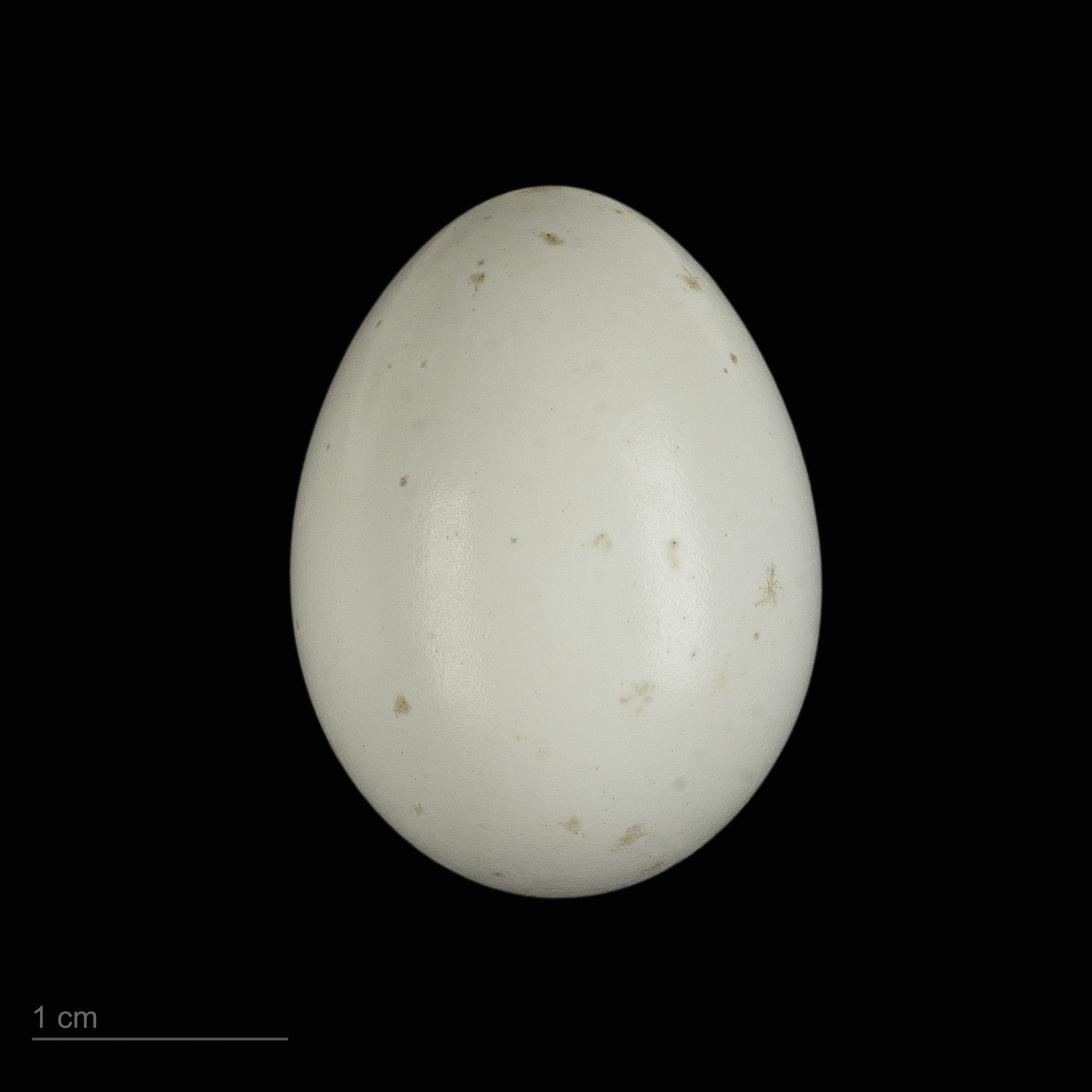
яйцо Dendrocopos medius - Тулузский музеум

К размножению приступает в конце первого года жизни. Моногамен, в отличие от других пёстрых дятлов пары чаще всего сохраняются в течение лишь одного сезона. Образование пары происходит несколько раньше, чем у большого пёстрого дятла — в промежутке между серединой апреля и началом мая. Этому предшествует период тока: с конца февраля — начала марта птицы обоих полов становятся возбуждёнными, постоянно перелетают с места на место и издают характерные мяукающие звуки, заменяющие им барабанную дробь других пёстрых дятлов. Характерны демонстративные позы — взъерошенный хохолок у сидящей на ветке птицы и порхание самца возле места предполагаемого гнезда; последнее может сопровождаться лёгким постукиванием клювом по дереву или барабанной дробью. Птицы не гоняются друг за другом — при удалении одной вторая остаётся безучастной. В период тока дятлы ещё не имеют собственной территории и, так же, как и зимой, широко кочуют в пределах лесного участка. С наступлением тепла брачная активность постоянно возрастает, и к началу кладки яиц птицы успевают поменять по 3—4 половых партнёра. С образованием пары и обустройством дупла брачная активность резко прекращается, происходит спаривание. Бывает, что крики слышны и в июне, однако они относятся к оставшимся без пары холостякам.
Дупло, место для которого выбирают оба партнёра, располагается недалеко от поляны или опушки леса в стволе либо крупной боковой ветви лиственного дерева. Как правило, древесина очень мягкая — полностью трухлявая или по крайней мере подающая заметные признаки гниения. Иногда используется прошлогоднее гнездо других дятлов, расширяя его изнутри. Обычно дупло расположено невысоко, на расстоянии от 1,5 до 3 м от поверхности земли, его глубина может достигать 35 см, диаметр летка — 38—54 мм. Строительство дупла занимает от 8 до 20, а иногда и более дней, при этом интенсивность долбления и участие каждого партнёра неравномерно: временами работает эпизодически только самец, а в другое время интенсивно оба члена пары. В кладке 4—5, чаще всего 5—6 яиц. Яйца имеют овальную или округло-овальную форму, довольно тонкую и блестящую фарфорово-белую скорлупу. Размеры яиц: (20—28) х (15—21) мм. Продолжительность насиживания, в котором принимают участие оба члена пары (ночью в гнезде находится самец), 11—14 (в среднем 12) суток.
Вылупление может быть как синхронным, так и растянуться на двое суток. Птенцы появляются на свет голыми и беспомощными. Выкармливанием и чисткой гнезда примерно в равной степени занимаются оба родителя, добывая корм на расстоянии не далее 100—150 м от дупла, каждый на своём участке. При встрече возле гнезда самец и самка могут проявлять агрессию по отношению друг к другу, как если бы это были посторонние птицы. Они взъерошивают перья на темени и с криком разлетаются, не покормив потомство. Особенно часто такое антагонистическое поведение встречается у годовалых птиц и в начале кормления. В возрасте 20—26 дней у птенцы становятся на крыло, однако в течение ещё 8—11 дней выводки держатся вместе, при этом взрослые птицы подкармливают их время от времени.

## Систематика
Средний пёстрый дятел относится к достаточно обширному роду Dendrocopos, который включает в себя мелких и среднего размера дятлов с пёстрым чёрно-белым оперением, распространённых в Евразии и Северной Америке. В последние годы наметилась тенденция к объединению всей или части птиц из этой группы с родом Picoides, который изначально состоял из двух трёхпалых видов дятлов. Предположительно во времена последнего Ледникового периода местом обитания этого дятла были Балканы либо Средиземноморье, откуда он вслед за потеплением климата распространился в более северные широты.
Первое научное описание среднего дятла появилось в работе «Система природы» шведского врача и натуралиста Карла Линнея, который присвоил ему имя Picus medius. После того, как немецкий энтомолог и систематик Карл Людвиг Кох (Carl Ludwig Koch) в 1816 году в работе System der Baierischen Zoologie разделил зелёных и пёстрых дятлов, средний дятел перешёл во вновь созданную им группу Dendrocopos. 
В настоящее время большинство авторов выделяют 4 подвида среднего пёстрого дятла:
- D. m. medius (Linnaeus, 1758) — северо-западная Испания и Франция к северо-востоку до Швеции (где вымер в последнее столетие), Эстонии, западных областей России и Украины, к югу востоку до Италии и Балканского полуострова.
- D. m. caucasicus (Bianchi, 1904) — северная Турция, Большой Кавказ, Закавказье, северо-западный Иран.
- D. m. anatoliae (Hartert, 1912) — западная и южная Малая Азия.
- D. m. sanctijohannis (Blanford, 1873) — горы Загрос на юго-западе Ирана.